# Lamos Imre
Lamos Imre (1953. október 17. –) dandártábornok.

## Katonai pályafutása
Helikoptervezető képzettségét a Kilián György Repülőműszaki Főiskolán szerezte. Magasabb parancsnoki és légiforgalmi irányítói iskoláit az Amerikai Egyesült Államokban, valamint a Zrínyi Miklós Nemzetvédelmi Egyetem katonai vezető szakán végezte. Szolgálati évei során Szentkirályszabadján és Szolnokon járta végig a beosztási skálát a helikoptervezetőtől az ezredrepülés-vezetőn keresztül a helikopterbázis parancsnokhelyettesi beosztásig. Mi–4-es, Mi–8-as, Mi–17-es és Mi–24-es helikoptereken, valamint Z–226 és PZL repülőgépeken 2600 órát repült. Orosz és angol nyelvből felsőfokú, C típusú nyelvvizsgával rendelkezik.

## Jelenlegi beosztása
A szolnoki MH 86. Szolnok Helikopterbázis parancsnoka.

## Külső hivatkozások
- Életrajz a honvédelem.hu-n